# 沙河子组
沙河子组是位于中国辽宁法库县一带以及吉林的上侏罗世至下白垩世地层，1943年由坂口重雄命名。该地层以黄褐、黄灰色复成分砾岩、砂砾岩、长石砂岩、粉砂岩、砂质页岩、页岩为主，间夹煤层或煤线。